# Монк, Сайрус
Са́йрус Монк (англ. Cyrus Monk; род. 7 ноября 1996 в Уоррагуле, штат Виктория,  Австралия) —  австралийский профессиональный  шоссейный велогонщик, выступающий с 2019 года за ирландскую команду EvoPro Racing.

## Достижения
2015
2-й - Grafton to Inverell Classic
2016
1-й  Чемпион мира среди студентов - Групповая гонка
3-й  - Чемпионат Океании - Групповая гонка U23
3-й  - Чемпионат мира среди студентов - Критериум
2017
3-й  - Чемпионат Океании - Индивидуальная гонка U23
2018
1-й  Чемпион Австралии - Групповая гонка U23
2-й  - Чемпионат Океании - Групповая гонка U23
3-й  - Чемпионат Океании - Групповая гонка
2019
3-й Gravel and Tar